# Hunfredo de Winchester
Hunfredo (em latim: Hunfredus), Hunfrido (Hunfridus; em inglês antigo: Hunfrið), Hunfrito (Hunfrithus) ou Hunferdo (Hunferdus; Hunferþ e Hunferð) foi bispo de Vintônia (Winchester) de 744 até sua morte em 749 ou 754.

## Vida

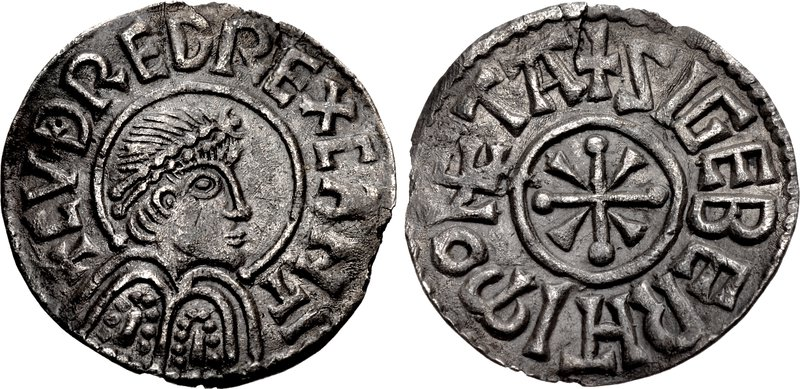
Pêni de Cutredo

Tornou-se bispo de Vintônia em 744. Em 747, foi um dos clérigos que participou no Concílio de Clovecho presidido pelo arcebispo Cuteberto. Em 749, testemunhou dois documentos. No primeiro, o rei Cutredo conferiu 10 hidas em Clere à Igreja de São Pedro e Paulo em Vintônia; no outro, também de Cutredo, o rei conferiu 5 hidas de Thruham (Park Farm, Beaulieu), 1 de Eppelhyrste (perto de Brockenhurst) e 1 de Hwitanleage (perto de Brockenhurst) à Igreja de São Pedro e Paulo.